# Вакуленко Олександр Сергійович
Олександр Сергійович Вакуленко' (21 березня 1963, м. Новоросійськ, Краснодарський край, РФ) — український художник, майстер петриківського розпису, заслужений майстер народної творчості України (2009), член Національної спілки майстрів народного мистецтва України (з 1995), лауреат премії ім. Данила Щербаківського (2003).

## Життєпис
Народився 21 березня 1963 року в місті Новоросійськ Краснодарський край, РФ. 
Закінчив Харківське державне художнє училище (1982) і Харківський художньо-промисловий інститут (1990), де познайомився зі своєю дружиною Тамарою Вакуленко.
Дочка художника, Олеся Вакуленко, також продовжує родинні художні традиції, виконує роботи в стилі українського декоративного розпису, проілюструвала декілька книжок, має власну майстерню, спеціалізовану перш за все на ручному розписі одягу.

## Творча діяльність
О. С.  Вакуленко виконує розписи на папері, полотні, дереві, металі, розписує інтер'єри. Розмір творів різноманітний: від мініатюрної сувенірної продукції до розпису інтер'єрів та фасадів площею до десятків квадратних метрів. Майстер віддає перевагу монументальним роботам, над створенням яких працює переважно разом з дружиною Тамарою Вакуленко. Удвох розмалювали інтер'єри Харківської школи-інтернату №13 (1988 р.), інтер'єр їдальні Ліонської вищої політехнічної школи (1996 р., Франція) холу Національної спілки майстрів народного мистецтва України (2003 р.), інтер'єри та фасади Національного історико-культурногоо заповідника "Чигирин" (2006-11 рр.), інтер'єри Харківського державного автотранспортного коледжу (2009-13 рр.) та багато інших.
Улюблені його сюжети — козацька та архаїчна тема, слов'янські символи, Дерева життя. Велику увагу Олександр Сергійович приділяє колористиці, використовує складні сполучення кольорів.
Постійний учасник обласних, всеукраїнських та міжнародних виставок з 1985 року. Зокрема виставки художника відбувалися у Франції (м. Ліон, 1996 р.), Німеччині (м. Нюрнберг, 2009 р.) тощо.
Досвід петриківського розпису передає бажаючим, проводить майстер-класи. 

## Досягнення
О. С. Вакуленко — заслужений майстер народної творчості України з 2006 року. Член Національної спілки майстрів народного мистецтва України з 1995 року і голова її Харківського обласного відділення. Лауреат премії ім. Данила Щербаківського від 17 грудня 2003 року. Брав участь у багатьох Всеукраїнських та міжнародних виставках народного і декоративно-ужиткового мистецтва.
Твори художника знаходяться у фондах багатьох музеїв України та приватних колекціях, зокрема у таких як Національний музей українського народного декоративного мистецтва, Музей народного мистецтва Слобожанщини, Національний музей народного мистецтва у Коломиї, Запорізький обласний художній музей, Дніпропетровський художній музей.